# Basket Costa Catania
La Basket Costa Catania è stata una società di pallacanestro femminile di Catania.
Ha disputato sei campionati di Serie A2 tra il 1994-1995 e il 1999-2000.

## Storia
Fu fondata nel 1982 a Mineo da Salvo Curella come Polisportiva Mineo. All'epoca aveva anche una formazione maschile, che disputò la Serie D. Dal 1985 si trasferì a Caltagirone, quattro stagioni dopo a Vizzini e dal 1991 a Catania. Quell'anno, dopo aver vinto lo scudetto UISP Under-15, cambiò anche denominazione in Polisportiva Mineo-Catania; nel 1994 assunse la denominazione sociale con la quale disputò cinque campionati di Serie A2 e uno in Serie A2 d'Eccellenza.
Si è ritirata dai campionati e si è sciolta nel 2000; la formazione femminile fu rilevata dalla Palmares, che esisteva già da prima ma disputava i campionati minori.

## Cronistoria
| Cronistoria della Basket Costa Catania |
| --- |
| - 1982 · fondazione della Polisportiva Mineo. - 1982-1985 · attività giovanile. - 1985-1986 · si trasferisce a Caltagirone; in Serie C. - 1986-1987 · in Serie C. - 1987-1988 · 5ª in Serie C. - 1988-1989 · in Serie C. - 1989-1990 · si trasferisce a Vizzini; 12ª in Serie C. - 1990-1991 · 7ª in Serie C. - 1991 · si trasferisce a Catania e diventa Polisportiva Mineo-Catania. - 1991-1992 · in Serie C. - 1992-1993 · 2ª in Serie C. - 1993-1994 · 2ª in Serie C, promossa in Serie B e poi ripescata in Serie A2. - 1994 · diventa Basket Costa Catania. - 1994-1995 · 6ª nella Poule Retrocessione di Serie A2. - 1995-1996 · 5ª in Serie A2, 1ª in Poule Salvezza. - 1996-1997 · 1ª in Poule Promozione di Serie A2, perde lo spareggio promozione, ripescata in Serie A2 d'Eccellenza. - 1997-1998 · 8ª in Serie A2 d'Eccellenza, ammessa in Serie A2. - 1998-1999 · 3ª nel Girone C di Serie A2. - 1999-2000 · 14ª nel Girone B di Serie A2, retrocessa in Serie B e poi si scioglie. |